# Paul Calello
Paul Calello (Boston, 14 de fevereiro de 1961 - 16 de novembro de 2010) foi um homem de negócios estadunidense. Ele foi o presidente da divisão de investimento do Credit Suisse.